# El castell de la Ventafocs
El castell de la Ventafocs és un edifici que es troba al centre de dos dels parcs temàtics de Disney, el Magic Kingdom al Walt Disney World Resort i el Disneyland Tokio al Tokyo Disney Resort. Els dos serveixen d'icona dels dos parcs arreu del món. Per construir-lo, la companyia Disney s'inspirà en diversos castells francesos, en particular en el castell de Pierrefonds, a Château d'Usse.

## Inspiració
El dissenyador del Castell de la Ventafocs va ser l'animador Herbert Ryman i s'inspira en una gran varietat de castells reals i ficticis. Entre els castells reals que van servir d'inspiració hi ha el castell de Neuschwanstein, situat a Baviera (Alemanya), els palaus de Fontainebleau, Versalles i els castells de Chenonceau, Chambord i Chaumont (França), així com l'alcàsser de Segòvia, situat a Castella i Lleó (Espanya), sent el més antic de tots, que té 9 segles d'antiguitat. El castell Moszna (Polònia), del segle xviii, tembé es troba entre les fortaleses inspiradores.

## Construcció

### Magic Kingdom (Florida)
La construcció del castell de la Ventafocs va finalitzar el juliol de 1971, després de 18 mesos de construcció. El castell té 56 m d'alçada, mesurat a partir del nivell de l'aigua; la majoria de les fonts li afegeixen sis metres a l'altura, ja que la calculen des del fons de formigó del fossat, que al pont té tan sols 1,8 m de profunditat al pont. El Castell de la Ventafocs de Florida té més de 30 metres d'altura que el Castell de la Bella Dorment de Disneyland a Anaheim, Califòrnia. Un efecte que es coneix com a perspectiva forçada fa que el castell sembli més gran del que realment és. A les torres més altes, les seves proporcions es redueixen amb relació a l'escala completa de l'edifici, utilitzant materials mes petits i reduint la mida de finestres i portes. Aquest castell va ser la construcció més gran de tots els parcs temàtics de Disney fins a la finalització del Castell dels Llibres de Contes Encantats del parc Disneyland de Xangai.
La tardor del 2006 van repintar-lo i ara hi predominen els colors blanc, marró i rosat. Les torres ara són d'un blau molt més fosc del que havia estat originalment.

### Tokyo Disneyland
Generalment considerat com una còpia del castell del Magic Kingdom, la versió de Tòquio té una alçada de 51 metres. El juny del 2006 van repintar-lo per a diferenciar-lo del Castell de la Ventafocs del Magic Kingdom. El castell ara té guarnicions d'or, les teulades han estat pintades amb una tonalitat blava diferent i la pedra blanca de les torretes ara té un color amarronat.
El 2018, van instal·lar-hi fonts d'aigua per a una nova presentació nocturna anomenada Celebrate! Tokyo Disneyland, estrenada el 10 de juliol en el marc de la celebració del 35è aniversari del parc. Aquest espectacle va finalitzar el 26 d'abril de 2019. Segurament el Magic Kingdom farà el mateix amb el seu Castell de la Ventafocs amb motiu de la celebració del 50è aniversari de Walt Disney World el 2021.

## Il·luminació i espectacles de foc
Quan es pon el sol, el castell s'il·lumina amb un sistema SGM Palco LED amb llums situades a diferents nivells de la construcció i zones circumdants, que proporcionen un efecte de 16,7 milions de colors. El propi castell tenia un paper protagonista en l'espectacle de focs artificials del Magic Kingdom, Wishes: A Magical Gathering of Disney Dreams, en la qual anava canviant de color en sincronització amb la música. Aquest espectacle va ser sunstituït el 2017 pel Happily Ever After. Els mateixos canvis de color i els mateixos efectes es produeixen en els altres espectacles de focs artificials: HalloWishes (al Mickey's Not-So-Scary Halloween Party), Magic, Music and Mayhem (durant el Disney's Pirate and Princess Party) i els focs artificials de Nadal. La tecnologia de vídeo mapping del castell s'ha utilitzat en diversos esdeveniments nocturns, com ara en els espectacles de focs artificials anomenats Happily Ever After i el Hocus Pocus Villain Spelltacular.